# Acaena alpina
Acaena alpina es una especie de planta del género Acaena, perteneciente a la familia Rosaceae.

## Taxonomía
Acaena alpina fue descrita por Poepp. en 1843.

## Distribución
Se encuentra en el territorio del centro y sur de Chile hasta el oeste y sur de Argentina.